# Chlorota sergiocastroi
Chlorota sergiocastroi är en skalbaggsart som beskrevs av Soula 2008. Chlorota sergiocastroi ingår i släktet Chlorota och familjen Rutelidae. Inga underarter finns listade i Catalogue of Life.